# Conscious marketing
Conscious marketing je poměrně nové[kdy?] hnutí zaměřující se na marketing z nového pohledu. Podobně jako klasický marketing se i conscious marketing zaměřuje na uspokojení potřeb zákazníka. 
Původní myšlenka marketingu je, že pomocí určitých metod a nástrojů, se dají zjistit potřeby zákazníků a následně tyto informace podnik zpracuje na data, pomocí kterých pak řídí činnost v podniku, kterou je možné označit jako marketingovou strategii. Pod výrazem podnik, je možné si představit firmy, státní instituce i popřípadě další fungující organizace. Výsledkem, by pak mělo být vytvoření takových postupů, při kterých je podnik schopen dodat požadovaný produkt. Tento produkt je pak dodán za těchto podmínek, a to ve správný čas, na správné místě a za správnou cenu. Pro většinu podniků, je tedy hlavním měřítkem, jak hodnotit úspěšný marketing porovnání zvýšení zisku oproti předchozímu období. Zde je možné rozeznat rozdíl mezi marketingem a conscious marketingem. Protože pokud většina společností na celém světě bude usilovat pouze o růst, může nastat situace, že v budoucnu nebude dostatek surovin nebo přírodních zdrojů pro další vývoj společnosti. Jednou z alternativ, kterou mnohé společnosti hledaly, aby se s růstem vyrovnaly, byla globalizace, rozšiřování hranic a oslovování nových trhů. Bohužel samotná globalizace sice pomohla s některými problémy v rámci jednotlivých území, dále však už nezahrnuje perspektivy Země ani všech forem života, které sdílejí planetární biosféru, takže v tuto chvíli může lidstvo čelit dilematu, a to udržitelnost planety versus spotřeba. Možným řešením je snížit svou spotřebu tím, že budeme vyrábět více s menší spotřebou neobnovitelných zdrojů, nebo spotřebovávat lépe, moudřeji a méně. V dokonalé scenérii kombinace obojího. Tedy, conscious marketing se zaměřuje na klasické problémy podobně jako klasický marketing, tedy na uspokojování potřeb zákazníka za cílem vyššího zisku, avšak s ohledem na přírodní zdroje a celkovou udržitelnost.

## Základní znaky
Jak už bylo zmíněno, conscious marketing má představovat něco víc než klasický marketing. Cílem conscious marketingu, je dodávat zákazníkům cenné informace, které zákazníka doopravdy zajímají. S tím, že tyto informace jsou předávaný způsobem nejlépe vhodným pro zákazníka, tedy na místech, kde by je zákazník hledal. Zákazník si tedy uvědomuje, co kupuje za produkt, z čeho je produkt složený a jaký je původ produktu. Samotné základní znaky conscious marketing je možné rozdělit do čtyř základních principů . Tyto principy je možné zapsat následovně:
- Uvědomění si vyššího účelu marketingu
- Přítomnost conscious leadershipu a firemní kultury
- Zohlednění zúčastněných stran a jejich zásahů
- Rozhodnutí, která jsou etické

Pro lepší přehlednost je možné jednotlivé principy zobrazit pomocí následujícího obrázku.

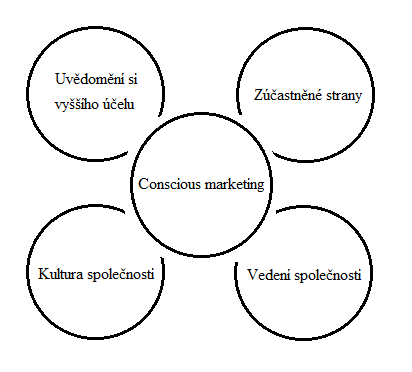
Základní pilíře conscious marketing

### Uvědomění si vyššího účelu marketingu
Funkce marketingu musí být hlouběji zapracována, nesmí se jednat pouze o zisk. Tímto způsobem, by mělo docházet k lepším výsledkům fungování marketingu. Kromě lepších výsledků se takto nastavený marketing dostává k lepším informacím co se týká vstupů pro marketing.

### Přítomnost conscious leadershipu a firemní kultury
Zde problematika souvisí se samotným vedení, pokud bude docházet k uplatňování conscious leadershipu, který má dopad na jednotlivé úrovně. Bude docházet k tvoření firemní kultury, která bude vytvářet lepší prostředí.

### Zohlednění zúčastněných stran a jejich zásahů
V případě uplatňování conscious marketingu je nutné uvažovat veškeré zainteresované strany. Tímto způsobem bude docházet, že negativní dopady na zainteresované strany budou co nejmenší.

### Rozhodnutí, která jsou etické
Dochází k modulu, kde rozhodnutí v rámci společnosti jsou etické, a to jak z pohledu marketingu, tak z pohledu samotné obchodní etiky.

## Historie
Historie conscious marketingu je možné rozdělit do dvou části kde první část představuje samotný vznik conscious marketingu. Druhou část historie, je pak možné označit jako za aktuální situaci.

### Vznik
V obecné rovině je možné propojit conscious marketing s dalšími nově vznikajícími myšlenkovými směry, jako je conscious kapitalismus nebo conscious spotřeba. Kde conscious kapitalismus představoval první myšlenkový směr v této rovině. Conscious kapitalismus je pak možné zkráceně představit jako sociálně odpovědnou ekonomickou a politickou filozofii. Předpokladem conscious kapitalismu je, že podniky by měly fungovat eticky a zároveň usilovat o zisk. Conscious kapitalismus se následně pak skládá ze čtyř základních pilířů, z těchto pilířů pak následně vychází i základní pravidla pro conscious marketing. Základní pilíře conscious kapitalismu, jsou tedy následovné: vyšší účel, orientace na zainteresované strany, conscious vedení, conscious kultura. 
Jak bylo v úvodní části zmíněno conscious marketing vychází v určitých směrech z conscious kapitalismu, který hlavně pojednává o spotřebě a jak spotřebovávat méně. Tato myšlenka je velmi dobře zpracována v díle „Consuming Life“ od polského sociologa Zygmunda Baumana definuje důležitý rozdíl mezi "spotřebou" a "konzumerismem". Spotřebu jako takovou je třeba chápat jako něco triviálního, tedy převážně se jedná o rutinu, která se tu vyskytuje od doby, kdy lidé začali žít společensky v kmenech. V dnešní době může jít o pořízení nezbytných věcí pro přežití. Kromě věcí nezbytných pro přežití se dále může například jednat o zdroje vynaložené pro setkání s přáteli a v poslední řadě o prostředky pro zajištění normální životní úrovně. V průběhu dějin lidstva, spotřeba vytvářela činnosti, jako je výroba, přeprava, skladování, prodej a odstranění toho, co bylo spotřebováno a už to není žádoucí. Dochází však ke zlomu, kdy došlo k nadbytku výroby a smysl mít potraviny, majetek a věci nezbytné k zajištění blahobytu rodiny byl nahrazeny smyslem vlastnit majetek k demonstraci bohatství nebo společenského postavení. Proměna, které byla společnost svědkem, spočívala v tom, že štěstí bylo přímo spojeno s "mít", a tak se s pocitem spotřeby spojovalo potěšení, uspokojení a dokonce seberealizace. V závěru této části a po zjednodušení lze tedy označit, že conscious marketing vychází v některých ohledech z conscious kapitalismu. Pro učení dalších vlastnosti conscious marketingu by bylo možné říct, že před samotným vznikem conscious kapitalismu zde vznikali velmi podobně orientované myšlenkové směry. Nicméně žádná z doposud marketingových koncepcí jasně nenavrhovala nástroje nebo body, které by bylo možné okamžitě identifikovat jako "zlatá marketingová pravidla". Z tohoto důvod, se začal tvořit conscious marketing, zde je nutné zmínit, že conscious marketing je velmi nový koncept, který se nachází na začátku svého vývoje.

### Situace teď
Pokud jde o organizace, je důležité pochopit, v jakém prostředí se nacházejí a jak vidí konkurenční prostředí, protože to se odrazí v jejich strategii růstu. Tato role se poté promítá do marketingu, který je podstatný při dosahování cílů. Podle autorů Braga a Martins v díle „Conscious Marketing: Seeds for a New Marketing Concept to Deal with the Potential Conflicts Between Consumerism and Sustainability“ je budoucí vývoj toto směru, silně spojený s americkou školou managementu. Bohužel tento směr a způsob vzdělání má tendenci izolovat jedince a jeho subjektivismus a tím posiluje význam korporátních organizací. Podle autorů, se přibližně 80 % společností nějakým způsobem ztotožňuje s tímto marketingovým modelem. Tím se nakonec určuje, kdo diktuje pravidla úspěchu či neúspěchu. Jelikož v rámci trhu, by tedy docházelo k takto stanovení pravidel, teoreticky by zde docházelo a i dále dochází k výraznému odporu přijetí samotného conscious marketingu a to z důvod, že hlavní cílem conscious marketingu není pouze generovat zisk. Kromě toho je nutné zdůraznit, že v marketingovém modelu, který formuje trh, procházejí cesty peněz finančním sektorem, který se stal nutností, a tedy i hlavní cestou pro téměř jakoukoliv změnu. Problémem je, že takto nastavený model vytváří dynamiku, v níž peníze generují peníze, aniž by nutně generovaly práci (zaměstnanost). Autoři pak ve svém díle definovala udržitelnost pro conscious marketing, jako spotřebu zboží a služeb, které uspokojují základní potřeby a kvalitu života, aniž by ohrožovaly potřeby a životní úroveň budoucích generací.

## Podobné směry
V některých případech, by bylo možné označit conscious marketing a například sociální marketing za dva velmi podobně koncepty. Zde je nutné zmínit, že oba tyto koncepty mají stejný předpoklad, a to vytvoření lepšího životního prostředí pro budoucí generace. Příkladem podobnosti je pak ukázka, že oba způsoby využívají prvky komerčního marketingu. Kdyby však conscious marketing a sociální marketing byly stejné koncepty nebylo by zapotřebí, vytvářet nový myšlenkový směr. Jedním z rozdílů je, že sociální marketing je marketingový přístup, který se zaměřuje na ovlivňování chování s primárním cílem dosáhnout "obecného dobra". Ve vztahu k tradičnímu komerčnímu marketingu, kde jsou cíle především finanční. Zde se právě vykytuje jeden z hlavních rozdílu, sociální marketing a conscious marketingu. Sociální marketing se nezaměřuje na finanční cíl, ale zaměřuje se v kontextu veřejného zdraví.
Tedy sociální marketing mý za cíl podporovat obecné zdraví, zvyšovat povědomí a vyvolávat změny v chování. Je tedy možné sociální marketing rozdělit do dvou hlavních směrů. První směr je tedy spíše sociální tedy, který využívá přístupy sociálních věd a sociální politiky. Druhý směr označený jako marketingový využívá komerční a marketingové přístupy veřejného sektoru. Z tohoto důvodu bývá sociální marketing bývá často spojován se sociálními sítěmi. Zde nastává otázka, zda je sociální marketing dostatečný pro řešení problémů udržitelnosti, kterým planeta čelí.
Teoreticky by bylo možné dosáhnout udržitelného marketingu za přispění tří existujících marketingových subdisciplín: zeleného marketingu, sociálního marketingu a kritického marketingu. Zelený marketing usnadňuje vývoj a udržitelnost výrobků či služeb. Sociální marketing zahrnuje využití síly marketingu k podpoře udržitelného chování jednotlivců, podniků a rozhodovacích orgánů. Zároveň posuzuje dopad současného komerčního marketingu na udržitelnost. To souvisí s kritickým marketingovým modulem, které zahrnuje analýzy marketingové teorie. S tím jsou dále spojeny zásady a techniky s využitím přístupu založeného na kritické teorii. Tato analýza může pomoci při regulaci a kontrole. Kromě kontroly je možné ji dále využít v rozvoji marketingové teorie a praxe, například při zpochybňování dominantních institucí.
Jeden z příkladů konceptu udržitelnosti spojeného se spotřebou obecně pochází od autorů Ballantina a Creeryho, kteří se odklonili od Maslowovy hierarchie potřeb a zkoumali to, co bylo dále definováno jako "dobrovolné zjednodušující faktory". Prostřednictvím hloubkových rozhovorů s dvanácti spotřebiteli, kteří byli identifikováni jako příslušníci sledované skupiny, došli autoři k závěru, že tito spotřebitelé si s větší pravděpodobností osvojí "conscious spotřebu", protože již mají uspokojenu úroveň fyziologických potřeb. Toto stanovisko bylo dále potvrzeno. Následně se tedy došlo k závěru, že k dosažení úrovně conscious spotřeby, by bylo žádoucí hledat „dokonalou rovnováhu“ vztahu mezi vytvářeným blahobytem, lidskými zdroji a materiálem vyčleněnými k jeho dosažení. Následně by bylo nutné vytvořit podmínky, a to z důvodu, aby činnost probíhala kolektivně a ve velkém měřítku. V rámci rozvoje by docházelo k udržování a vyžadování těchto podmínek od podniků a vlád. Díky plnění těchto podmínek by se společnosti zavazovali, že jejich činnost se zaměřuje na lepší spotřebu zdrojů tím dochází k větší udržitelnosti. Ukazuje se však, že existuje značná nerovnost, a to nejen ve vnímání tohoto pojmu, ale také v podílu obyvatelstva, které dosáhlo této úrovně spotřeby. Tedy, již mají uspokojenu úroveň fyziologických potřeb. Což je způsobeno nerovnoměrným rozdělením bohatství na planetě, jak ukazují údaje z globálního indexu nerovnosti.
V závěru této části, je tedy nutné poukázat, že conscious marketing, by v určitém směru měl představovat sloučení určitých prvků zeleného marketingu, sociálního marketingu a kritického marketingu. Zde je nutné si zmínit, že není možné označit conscious marketing, jako naprosté sloučení těchto tří směrů.